# 김지하
김지하(金芝河, 1941년 2월 4일~2022년 5월 8일)는 대한민국의 시인이다. 본관은 김해이며, 전라남도 목포에서 태어났다. 본명은 김영일(金英一)이다.
《토지》를 집필한 소설가 박경리의 사위이다. 1970년대 유신 독재에 저항하여 투옥됐다. 1980년부터 동서양 철학과 한국 전통 사상을 아우르는 '생명 사상'을 제창하였다. 시집으로 『타는 목마름으로』, 『오적』, 『시삼백』 등이 있고 회고록 『흰 그늘의 길』과 저서 『김지하 사상전집』이 있다.

## 생애

### 유년기
1941년 3월 전라남도 목포시에서 아버지 김맹모(金孟模)와 어머니 정금성(鄭琴星)의 외아들로 태어났다. 본관은 김해 김씨(金海金氏) 경파(京派) 24세손이며, 전라남도 신안군 암태면 익금리에 대대로 살아온 집안이다. 증조부 김영배(金永培)가 암태도(岩泰島)에서 투전판에 얽힌 싸움으로 가족을 데리고 당시 동학 대두령이었던 사촌 형 김인배(金仁培)가 살고 있던 옛 고향 김제로 이주하였다. 이후 증조부는 사촌 형 조직에 들어가 갑오년 광양전투에서 큰 상처를 입고 영광 법성포로 피신하여 살다가 세상을 떠났다. 이후 조부는 법성포에서 거주하다가 목포에 정착하였다. 역전 시장에서 청과물 장사, 포목 장사서 기계 수선까지 해 상당한 재산을 모았다가 골패로 재산을 날렸다. 아버지 김맹모(金孟模)는 일본 오사카로 건너가 전기기술을 공부한 후 귀국하여 목포에서 전기 기술자로 활동하였다. 일본에서 기술을 배울 무렵에 공산주의를 접했다고 한다. 
목포산정초등학교를 졸업하고 목포중학교 2학년에 다니던 1954년 아버지를 따라 원주로 이주했다원주중학교를 졸업한 뒤 서울로 유학, 중동고등학교로 진학했다. 그 뒤 서울대학교 미학과에 진학하여 1966년 서울대학교 미학과를 졸업했다. 서울대학교 재학 중에 4·19혁명과 5·16 군사 정변을 겪었고, 6·3사태 등을 접하면서 그는 학생운동에 가담하여 깊이 관여하게 된다. 1966년 서울대 졸업 후에도 박정희 정권의 장기집권에 반대하는 운동에 가담, 동참하였다.

### 문단 등단 이후
1969년 시 황톳길을 발표하여 문단에 정식으로 등단하였다. 필명은 '지하'(地下)였는데, 이것이 굳어져 이름처럼 사용하면서 이름을 지하(芝河)라 하였다.
1964년 한일회담을 반대한 학생시위에 적극 가담했다가 체포·투옥되어 4개월 동안 옥살이를 했다. 1970년 정치인과 재벌1 관계의 부패와 비리를 질타한 오적(五賊)을 발표하여 반공법 위반으로 체포·투옥되었다가 풀려났다. 이를 오적 필화 사건이라 한다. 1973년 4월 소설가 박경리의 딸 김영주와 결혼하였고, 아들 김원보, 김세희 형제가 태어났다. 그러나 1974년 4월 민청학련 사건의 연루자로 지목 체포되고 긴급조치 4호 위반혐의로 비상보통군법회의에서 사형을 선고받았다. 이 해 11월 18일 자유실천문인협의회는 김지하의 구명을 위해 프랑스의 사르트르와 보부아르, 미국의 노엄 촘스키 등 해외 문인 및 지식인들과 연대해 김지하 시인에 대한 '사법 살인'을 막고자 나섰다. 그 후 무기징역으로 감형되었다가 1975년 2월 형집행정지로 석방되었다. 그러나 '인혁당 사건'의 진상을 밝혔다가 같은 해 3월 13일 서울에서 원주 집으로 가는 길에 중앙정보부가 연행해 다시 구속되었다. 이후 재판을 받고 다시 무기징역에 징역 7년형을 추가로 선고받았다. 1980년 12월 형집행정지로 석방되었다.

### 1980년대 이후
1980년대 이후, 각 종교의 생명 존중 사상을 수용하고 생명 운동을 벌이는 데 힘썼다. 1991년 분신 정국 당시 김지하는 1991년 5월 5일, 조선일보에 쓴 '젊은 벗들! 역사에서 무엇을 배우는가:죽음의 굿판을 당장 걷어 치워라'라는 글로 그들의 죽음을 강하게 비판했다. 이에 대해 그는 생명에 대한 그의 존중심에서 나온 비판이었다고 해명했지만 결과적으로 노태우 정부를 돕게 되는 결과를 낳게 되면서 많은 이들의 비난과 원성을 사게 되었다. 1990년대 이후 박두진, 고은의 시, 황석영, 최인훈, 이청준, 박경리 등의 작품과 함께 그의 작품도 유럽과 미국에 번역되어 소개되기도 했다.
민족문학작가회의가 독재자 박정희의 기념관 건립에 반대하는 시민단체의 릴레이 시위에 동참하기로 하면서 1964년 대일 굴욕외교 반대투쟁에 나선 이후 처음으로 시위에 나서기로 하면서 2001년 5월 4일 서울 시청 앞에서 작가회의 이사장인 소설가 현기영과 대외협력위원장인 소설가 이경자, 그리고 자유실천위원장인 소설가 김영현과 함께 차례로 '박정희 기념관 반대 1인 시위'를 했다.
2007년 대선 전에 손학규를 한나라당에서 탈당하도록 권유하는 발언을 하기도 했다. 손학규는 한나라당을 탈당해 민주당에 입당했다.
2012년 대선에서 박근혜 새누리당 후보 지지를 선언하였다. 현대 한국의 도교로 유명한 종파는 국선도, 단학선원, 연정원이 있는데, 박근혜 대통령은 국선도, 김지하는 연정원과 인연이 있다.

### 작품 세계
70년대 유신시대를 대표하는 참여시인이었던 김지하는 80년대 이후, 그리스도교 사상과 불교의 미륵 사상, 화엄 사상, 유교, 선불교·기(氣)철학 등의 여러 가지 사상들을 교리에 얽매이지 않고 재해석하고 이를 모두 융합, 수용하여 생명사상을 제창했으며, 풍자력을 갖췄으면서도 생명사상을 바탕으로 한 담시와 서정시를 썼다. 대표작으로는 《오적》, 《새》, 《황톳길》, 《타는 목마름으로》 등이 있다.
2022년 6월 25일 서울 삼일대로 천도교 대교당에서 49재 추모문화제가 열린자리에서 시인의 미발표 시 8편<교감, 헌화, 열리리, 심화, 사랑은 공경, 처용, 살아라, 하늘세계>이 공개됐다. 1999년 문화계 후배 임진택에게 희곡을 써주기로 한 약속을 지키지 못해 대신 건넨 작품들이라 한다.

## 작품과 저서

### 시집
- 대설 남 1~4
- 타는 목마름으로
- 황토(풀빛판화시선 1)
- 밥
- 민족의 노래 민중의 노래
- 애린
- 제자리를 찾는 시(1985)
- 타는 목마름에서 생명의 바다로
- 친애하는 국민여러분!
- 별밭을 우러르며
- 뭉치면 죽고 헤치면 산다
- 한 사랑이 태어나므로
- 말뚝이 이빨은 팔만사천개
- 모로 누운 돌부처
- 생명
- 병든바다 병든지구
- 동학이야기
- 중심의 괴로움
- 틈
- 검은 산 하얀 방
- 님
- 황토
- 빈산
- 생명과 자치
- 2002 월드컵 포에버
- 마지막 살의 그리움
- 미의 여정
- 셋과 둘 그리고 혼돈
- 옛 가야에서 띄우는 겨울 편지 꽃과 그늘 기
- 예감에 가득 찬 숲 그늘
- 김지하의 화두
- 당신을 버릴때
- 절 그 언저리
- 사이버 시대와 시의 운명
- 못난 시들

### 기타
- 율려란 무엇인가
- 사상기행 1~2
- 생명과 평화의 길
- 유목과 은둔
- 탈춤의 민족미학
- 똥바다 : 김지하가 짓고 임진택이 고쳐 만든 창작 판소리

### 저작
- 옹치격(김지하산문집)
- 민족주의 평화 중용 (공저, 2007년, 까치)
- 현대문명의 위기와 시대정신
- 흰 그늘의 길:김지하 회고록
- 생명학1~3

## 학위
- 1985년 미국 사회연구대학교 명예박사

## 상훈
- 1975년 아시아 아프리카 작가회의 로터스 특별상
- 1981년 국제시인회 위대한 시인상, 브루노 크라이스키상
- 1993년 <이상문학상> 수상
- 2002년 제14회 정지용문학상
- 2002년 제17회 만해문학상
- 2002년 제10회 대산문학상
- 2003년 제11회 공초문학상
- 2005년 제10회 시와 시학상 작품상
- 2006년 제10회 만해대상 평화부문상
- 2010년 제6회 경암학술상 예술부문
- 2011년 민세상

## 가족 관계
- 배우자: 김영주(1946년~2019년 11월 25일)
  - 아들: 김원보, 김세희
- 장모: 박경리(1926년 10월 28일~2008년 5월 5일)
- 외숙부: 정일성(1929년 2월 19일~)

## 기타

### 6.3 사태
박정희 정권이 추진하던 한일회담이 굴욕외교회담이라 판단한 그는 서울대학교 후배 김덕룡, 고려대의 이명박, 이재오 등과 함께 6.3 시위에 참여한다. 한일회담을 반대한 학생시위에 앞장섰다가 체포된 그는 투옥, 4개월간 수감되었다가 풀려났다.

### 오적 필화 사건
1970년 부패된 정권을 비판한 《오적(五賊)》이라는 시를 써서 《사상계》 5월호에 실었는데, 이것이 신민당 기관지인 《민주전선》에 실리면서 문제가 되어 국가보안법 위반으로 100일 동안 옥살이를 했다.

## 민청학련 사건
1974년 민청학련 사건에 연루되어 7월 9일 결심 공판에서 긴급조치 4호 및 국가보안법 위반, 그리고 내란선동죄 등의 죄목으로 사형을 선고받았다가 무기징역으로 감형되었다. 2013년 1월 4일 민청학련 사건과 관련해 대통령긴급조치 제4호, 국가보안법상 내란선동 혐의에 대해 무죄를 선고했다. 그는 판결 선고 후 "보상금을 받으려 재심을 신청했다. 완전히 무죄를 선고하지 않은 이유는 돈을 적게 주려는 것"이라며 1월 10일 재심판결에 항소를 하였다.

## 변절 논란
1991년 명지대생 강경대열사의 사망 이후의 대치정국에서 ‘죽음의 굿판을 걷어치워라’ 는 글로 그들의 죽음을 비난해 재야 진보세력과 맞서는 행보를 보이며 '변절 논란'에 휩싸이게 된다. 이후 2009년, 촛불 시위 반대와 고 노무현 대통령 추모객들을 비난하는 행보를 보였으며 2012년, 박근혜 새누리당 대선 후보를 지지한 데 이어 다른 대선 후보를 비난하고 백낙청 서울대 명예교수, 고 리영희 교수를 매도해 인터넷에서 "자신에게 씌워졌던 ‘빨갱이’란 누명을 거꾸로 다른 사람에게 씌우고 있다","유신독재와 박근혜의 나팔수가 됐다"는 비판을 받고있다.

#### 죽음의 굿판 논란
1991년 4월 26일 명지대 앞에서 대학 측의 일방적 등록금 인상에 반대해 시위를 벌이던 학생들을 진압하다 명지대 경제학과 1학년 강경대군(당시 19세)이 쇠파이프에 머리를 맞아 사망했고 이후 숨가쁜 ‘분신·투신 정국’이 전개되는 상황에서 5월 5일, 김지하는 조선일보에 ‘죽음의 굿판을 당장 걷어치워라’는 글로 그들의 죽음을 비난해 큰 논란을 일으켰다. 그는 “더 이상의 죽음이 나와서는 안된다는 뜻”이라 해명했지만, 결과적으로 노태우 정권을 돕는 결과를 낳았다.

#### 기억력이 나쁠수록 좋은 작가 논란
2008년 이명박 지지로 인해 네티즌들로부터 맹공격을 당하던 작가 황석영에 대해 2009년 5월 18일 라디오 방송에 출연해"시비걸지 말라"고 일침을 가했다. "작가가 오른쪽으로 갔다 왼쪽으로 갔다 그럴 자유는 있어야 한다"는 시각을 공개적으로 피력했다.
그는 '기억력이 나쁠수록 좋은 작가'라는 독특한 이론을 제시했다. 진중권이 일관성을 비판하기 위해 황석영을 금붕어에 비유한 것에 대해서 그는 "작가라는 것이 아침마다 변한다. 기억력이 강한 작가일수록 엉터리다"라며 황 씨의 행보에 작가적 정당성을 부여했다. 이는 진 교수가 황 씨를 가리켜 '금붕어 기억력'이라고 비난한 것에 대한 노골적인 반박이다. 5월 19일 진중권은 진보신당 당원게시판을 글을 올려 "기억력이 나쁜 작가일수록 좋은 작가라는 미학이론은 들을수록 해괴하다. 그렇다면 최고의 작가는 금붕어겠다. 금붕어의 눈앞에는 2초 마다 새로운 세계가 펼쳐진다"라고 말했다

#### 노무현 전 대통령 추모객 "맑스 신봉자" 발언
2009년 5월 부산일보에 게재한 칼럼에서 노무현 전 대통령을 추모하는 추모객들을 향해 "봉하마을에서 악을 쓰는 맑스(칼 마르크스) 신봉자"들이라고 표현했다. 해당글에 대해 네티즌들은 "내가 아는 그 김지하가 맞는가" "정말로 '타는 목마름'의 그 김지하 시인 맞나"며 놀라움을 감추지 못했다. "조문과 마르크스가 무슨 관계가 있는가" "자살까지도 애도하게 하는 이유는 왜 빼먹었는지" "삶은 무조건 고귀하고 죽음은 무조건 비겁한 것인가"라며 그의 글을 이해할 수 없다는 반응을 보였다. 한 네티즌은 "김지하 시인 안목으로는 자살이라는 것이 비겁한 행동이었겠지만 고인을 추모하는 사람은 각자 자기 자신의 이유가 있어서 추모하는 것"이라며 "그걸 마치 옳지 않다라는 듯이 하는 자세가 별로 좋은 자세는 아니다라며 비판했다.

#### 공산화 지지자 발언
2013년 1월 8일 CBS 라디오에 출현하여 "문재인 후보를 지지한 국민 48%는 공산화 좇는 세력 맞지 않나"라고 한 발언 등이 논란이 되었다. 문재인, 안철수 후보에게 막말을 했으며 이정희 후보에게 욕설을 하는 등 입에 담지 못한 막말이라는 평과 비판이 이어졌으며 이에 대해 한 칼럼니스트는 좌충우돌하던 언행에서 무엇보다 끔찍스러웠던 것은 정제하지 않고 내뱉는 막말이라며 김지하가 공론장에 내뱉는 '한마디로 X 같아서…' 등의 욕설은 더 이상 시인의 언어는 아니라고 평했다. 또한 민청학련 무죄 판결에 대해서 “돈이나 많이 줬으면 좋겠다”고 말한것에 대해 평론가는 김지하가 ‘돈 때문에’ 박근혜 당선인을 옹호하기로 마음먹었다고 결론을 내리는 것은 비약일 수 있다며 그와 비슷한 연령대의 생활은 보수주의가 지배를 한다며 김지하는 시인의 자리에서 내려와 버린 것이라고 평했다.

## 김지하를 연기한 배우
- 2005년 이병욱 《지금도 마로니에는》 - EBS 드라마

## 같이 보기
- 6·3 사태
- 강기훈 유서대필 사건
- 민청학련사건
- 인혁당 사건
- 서울대학교
- 박근혜
- 박경리
- 정일성
- 황석영
- 김덕룡
- 오에 겐자부로